# Sarcophyton pachyphyllum
Sarcophyton pachyphyllum är en orkidéart som först beskrevs av Oakes Ames, och fick sitt nu gällande namn av Leslie Andrew Garay. Sarcophyton pachyphyllum ingår i släktet Sarcophyton och familjen orkidéer. Inga underarter finns listade i Catalogue of Life.